# Direct Connect
Direct Connect est un protocole de discussion en groupe et de partage de fichiers en pair à pair ainsi qu'un logiciel client pour ce même protocole.
Le protocole est conçu à l'origine par l'entreprise Neo-Modus (NeoModus Direct Connect (ru)), en même temps que le logiciel qui allait l'utiliser. Le réseau se base sur une multitude de serveurs, intitulés les Hubs, auxquels les clients se connectent. Tout un chacun peut héberger un Hub (en français : concentrateur), ce qui a mené le réseau à une notoriété rapide. Les Hubs hébergent entre 2 et plusieurs centaines d'utilisateurs. Le nombre de clients par Hub dépasse rarement la dizaine de milliers.
Les Hubs posent la plupart du temps un quota à respecter afin de pouvoir entrer alors que certains sont privés et demandent une inscription. En plus de proposer un échange de fichiers anonyme comme le proposent de nombreux autres programmes, Direct Connect veut fonder une communauté autour de l'échange. Ainsi, chaque Hub propose un dialogue par un Chat central. De plus, contrairement à ce que l'on a l'habitude de trouver dans les autres logiciels, la recherche, bien qu'existante, laisse la place à une navigation parmi les fichiers d'autrui, au moyen d'une arborescence par dossiers, à la manière d'un gestionnaire de fichiers. Les Hubs cherchent donc à regrouper les fichiers des utilisateurs par centres d'intérêt, ce qui placera les utilisateurs dans un ensemble de fichiers qu'ils aimeront probablement.
Il existe principalement deux logiciels clients pour accéder aux Hubs Direct Connect : le client officiel de Neo-Modus (fermée en 2005), et DC++. Outre ces deux clients, il existe une multitude de logiciels plus ou moins compatibles, car bien que le protocole Direct Connect n'était pas open source, des logiciels ont pu être développés via une rétroingénierie efficace et performante.

## Comparaison aux autres systèmes de Pair à pair
Direct Connect n'est pas capable de télécharger depuis des sources multiples (segmented file transfer), c’est-à-dire qu'à chaque fois qu'on télécharge un fichier, on le télécharge depuis une seule source. Il est impossible de savoir si un fichier est une copie d'un autre, il est donc probable de télécharger des doublons par mégarde étant donné que deux utilisateurs peuvent avoir les mêmes fichiers s'ils les ont échangés entre eux. Néanmoins certains clients tels que rmDC++ permettent le multi-source.
Il n'y a pas un unique réseau Direct Connect mais une multitude de hubs disjoints et indépendants, un peu à la manière des trackers BitTorrent.

## Clients
- DC#
- DCPro
- Jucy (sous Java)[1]
- JDC
- Koala
- MLdonkey
- pyDC
- rmDC++
- Shareaza (partiellement depuis la v2.5.4.0 sortie en 2011)
- Valknut
- wxDC

### DC++ et ses mods
DC++ est le premier logiciel client open source qui soit une alternative concrète au client officiel.
- DC++
- Zion++
- oDC
- CZDC++
- fulDC
- LinuxDC++[2] (pour GNU/Linux, *BSD...)
- PhantomDC
- PeerWeb DC++
- RevConnect
- LanDC++
- StrongDC++[3]
- ApexDC++
- RSX++[4]
- ShakesPeer[5] (pour Mac OS X)
- EiskaltDC++[6] (GNU/Linux, *BSD, Mac OS X, Unix-like, Windows) un fork de Valknut